# Прапор Гуляйпільського району
Пра́пор Гуляйпі́льського райо́ну — офіційний символ Гуляйпільського району Запорізької області, затверджений 17 грудня 2003 року рішенням сесії Гуляйпільської районної ради.

## Опис
Прапор являє собою прямокутне полотнище, що має співвідношення сторін 2:3 та складається з двох рівновеликих горизонтальних смуг: блакитної та зеленої. У центрі прапора розміщено герб району, що виглядає як перетятий лазуровим і зеленим щит, на якому зображено золотого коня. Щит обрамлений золотим декоративним картушем і увінчаний короною з колосків пшениці та соняшника, під яким знаходиться золотий напис «Гуляйполе».